# Anna Campbell
Anna Montgomery Campbell (nota anche con il nome di battaglia Hêlîn Qereçox) (Lewes, 1991 – Distretto di Afrin, 15 marzo 2018) è stata un'anarchica e militare inglese, femminista e attivista per l'abolizione delle carceri che combatté con l'Unità di Protezione delle Donne (YPJ) del Rojava durante la guerra civile siriana.
Fu uccisa nel Rojava in un attacco missilistico delle Forze armate turche

## Biografia

### Famiglia, educazione e attivismo
Campbell nacque a Lewes, nell'East Sussex, in Inghilterra, figlia del musicista rock progressivo Dirk Campbell.  Sua madre era Katherine Emma "Adrienne Katie", nata Bridges, seconda moglie di suo padre.
Campbell aveva antenati militari che prestarono servizio nella Royal Navy e nella Royal Artillery. Suo nonno partecipò con il Royal Tank Regiment alla seconda guerra mondiale.
Studiò alla St Mary's Hall di Brighton, poi frequentò l'Università di Sheffield prima di trasferirsi a Bristol, dove lavorò come idraulica. Campbell è stata coinvolta in molte azioni politiche, comprese le proteste studentesche del Regno Unito del 2010, e collaborò con Hunt Saboteurs Association, Anarchist Black Cross e altre organizzazioni e progetti anarchici e per l'abolizione delle carceri, inclusi quelli internazionali come ZAD de Notre-Dame-des-Landes.

### Coinvolgimento nel conflitto del Rojava
Durante il conflitto del Rojava, Campbell ha combattuto con le YPJ nella campagna di Deir el-Zor, dove era presente una roccaforte dello Stato Islamico. Venne anche coinvolta nelle attività dell'YPJ a sostegno dei diritti delle donne in Kurdistan. Secondo il New York Times, fu mossa dalla difesa di "una regione autonoma, prevalentemente curda nel nord della Siria, nota come Rojava, i cui leader sostengono una politica laica, democratica ed egualitaria, con pari diritti per le donne".

### Morte
Campbell fu uccisa da un attacco missilistico delle forze armate turche durante l'Operazione Ramoscello d'Ulivo nel cantone di Afrin. L'YPJ affermò in un suo comunicato: 
È la prima donna britannica a morire combattendo per le YPJ.
Dopo l'annuncio della morte di Campbell, suo padre avviò una campagna per recuperare il suo corpo, che non poteva essere localizzato dalle organizzazioni umanitarie fino a quando non fosse entrato in vigore un cessate il fuoco in quell'area. Dirk Campbell accusò il governo britannico di "una totale mancanza di attività" nell'aiutare a recuperare il corpo della figlia, che nel 2022 non era ancora stato riottenuto.
In risposta alla morte di Campbell ci furono varie proteste in tutto il mondo, manifestanti del Bristol Kurdish Solidarity Network (BKSN) e amici e sostenitori di Anna Campbell bloccarono gli uffici di BAE Systems a Bristol, la città in cui in precedenza Anna viveva. Gli attivisti accusarono la compagnia di fornire armi alla Turchia che erano state usate contro i civili in Rojava. Un'altra protesta a Bristol si tenne un anno dopo la morte di Anna, bloccando una grande rotatoria e causando problemi al traffico nell'area locale. Anche dei graffiti spuntarono in città a dimostrazione di solidarietà, in particolare nei quartieri di Easton e St Pauls, dove hanno sede molti dei progetti anarchici di cui lei faceva parte.